# Paul Aeby
Paul Aeby (Fribourg, 10 september 1910) was een Zwitsers voetballer. Hij was de broer van Georges Aeby

## Carrière
Aeby speelde gedurende zijn carrière voor de Zwitserse ploegen BSC Young Boys, FC Grenchen en FC Bern. Hij kwam tot twintig interlands waarin hij vier keer scoorde voor Zwitserland.